# Livio Luppi
Livio Luppi (Concordia sulla Secchia, 25 febbraio 1948) è un allenatore di calcio ed ex calciatore italiano, di ruolo ala o centravanti.

## Carriera

Luppi in azione al Verona nel 1972

Originario di Vallalta (frazione di Concordia sulla Secchia), dopo aver intrapreso l'attività agonistica in Serie D nella Mirandolese, fece il suo esordio in Serie A nella stagione 1964-1965 nelle file del Messina, società dove rimase per cinque anni salvo una parentesi nell'Empoli.
Nel 1970-1971 approdò al Torino che in quella stagione lo utilizzò in 2 occasioni. Nel campionato successivo gioca 17 partite con 2 reti all'attivo.
Nel 1972-1973 venne ceduto all'Hellas Verona in cui militò per sei stagioni collezionando 158 presenze e 34 gol, formando con Gianfranco Zigoni una coppia d'attacco. Segnò una doppietta nel 5-3 con cui la sua squadra batté il Milan.
Nella stagione 1976-1977 si aggiudicò il premio messo in palio dal Guerin Sportivo per l'attaccante più prolifico nel segnare gol decisivi in zona Cesarini.. Nel 77-78 giocò alcune partite di Coppa Italia con la maglia del Torino.
Nel 1978-1979 venne ceduto al Genoa dove rimase una stagione. Dal Genoa si trasferisce prima alla Pistoiese in Serie B per poi passare al Modena in Serie C.
Successivamente ritorna alla Mirandolese e poi al Vis San Prospero, sodalizio in cui ricopre il duplice ruolo di allenatore-giocatore.
In carriera ha totalizzato complessivamente 144 presenze e 28 reti in Serie A e 89 presenze e 11 reti in Serie B.

## Palmarès

### Giocatore

#### Competizioni nazionali
- Coppa Italia: 1

Torino: 1970-1971

#### Competizioni internazionali
- Coppa Anglo-Italiana: 1

Modena: 1981